# Laylat al-Qadr
Laylat al-Qadr, ou Nuit du Destin (arabe : لَيْلَةُ الْقَدْرِ) est l'une des nuits de la fin du mois du Ramadan durant laquelle, selon l'interprétation classique, les premiers versets du Coran ont été envoyés par Dieu aux hommes.
La Nuit du Destin, célébrée chaque année durant le mois de Ramadan, rappelant la nuit de la première révélation à Mahomet, en juillet ou août 610,, durant les dix dernières nuits du mois de Ramadan, un jour impair. Chez les sunnites elle est célébrée la 21e, 23e, 25e, 27e ou 29e nuit ; chez les chiites, la 19e, 21e ou 23e nuit. La date précise n'étant pas déterminable, les dévotions prennent place durant plusieurs nuits.
Selon la tradition sunnite, au cours de cette nuit le Coran a commencé à être révélé à Mahomet dans la grotte de Hira par l'ange Gabriel (Jibrīl ou Jibrā’īl). Dans le chiisme, elle est liée à la descente de la science sur l'Imam. Cette nuit est considérée comme bénie par les musulmans, qui doivent y faire des invocations, des prières, réciter le Coran et demander le pardon sincère pour les péchés commis.

## La sourate Al-Qadr
Les cinq versets de la 97e sourate, dite Al-Qadr (La Destinée), sont consacrés à la Nuit du Destin :« 
1. Nous l’avons certes, fait descendre pendant la nuit d’Al-Qadr.
2. Et qui te dira ce qu’est la nuit d’Al-Qadr ?
3. La nuit d’Al-Qadr est meilleure que mille mois.
4. Durant celle-ci descendent les Anges ainsi que l’Esprit, par permission de leur Seigneur pour tout ordre.
5. Elle est paix et salut jusqu’à l’apparition de l’aube. »

Roxanne D. Marcotte note que sa datation, entre sourate mecquoise et médinoise, est débattue. Neuwirth la classe dans le groupe I.a. des sourates mecquoises. Refusant les présupposés qui accompagnent le terme de « mecquois », Dye préfère parler de sourate ancienne. Il souligne aussi que le début du texte pourrait manquer, tandis que Sinai et Neuwirth considèrent que le v.4 est une interpolation.

### Signification deqadr
Les commentateurs classiques comprennent le mot qadr sous le double sens de puissance et de détermination divines. Hormis dans la sourate 97, le terme « qadr » est utilisé dans le Coran pour désigner la mesure (Q6 ; 22...). Le terme possède la même structure consonantique que « qadar » qui signifie « grandeur », « mesure » ou « décret ». La racine q-d-r est liée à "l'idée de déterminer, fixer, décréter".
Les traductions françaises du Coran montrent une diversité d'usages pour rendre la signification du terme « qadr » : « La nuit de la Destinée », « la nuit du Destin », « la nuit du Décret ». Amir-Moezzi préfère conserver le terme « nuit du qadr ».

### Études récentes
Diverses études récentes, à la suite de Luxenberg et comme celle de Dye, ont renouvelé la compréhension traditionnelle de cette sourate. Ainsi, pour plusieurs auteurs, comme Dye ou Shoemaker, « il semble maintenant plausible que les péricopes coraniques sur la naissance du Christ, y compris notre sourate, aient pu tirer leur origine d’un ou de plusieurs textes chrétiens sur la Nuit de la Nativité de Jésus », comme L'Hymne sur la Nativité d'Éphrem. Plus loin, Amir-Moezzi parle de « sous-texte » probable de [cette sourate] à savoir un texte sur Jésus-Christ ». G. Gobillot considère que l'allusion à la nuit de Noël pourrait être associée à une version modifiée de celle-ci par le manichéisme.
Pour Lourié, « les chercheurs modernes l'ont défini comme une tradition de la Nativité ». S'il considère que les ressemblances prouvent une influence de ces textes chrétiens lors de la composition du Coran, Dye s'interroge néanmoins sur le sens original de cette sourate, entre un texte qui faisait référence originellement à Jésus ou un texte qui utilise, pour évoquer la révélation divine, une phraséologie chrétienne,. Dye souligne que la réponse à cette question est liée à l'approche méthodologique du chercheur. Ainsi, la réponse ne sera pas la même pour ceux qui considèrent que les passages coraniques doivent s'interpréter grâce à d'autres passages et ceux qui considèrent que ces passages sont déconnectés, le Coran ayant réuni et retravaillé des textes différents.

## Origines de Laylat al-Qadr
Plusieurs auteurs (Wagtendonk, Wensinck et Lohmann) ont associé cette fête à une origine préislamique, période durant laquelle elle aurait marqué le début de l'année. Ainsi, pour Sinai, cette fête nocturne annuelle marquait le moment où Allah fixait les destinées pour l'année nouvelle. Pour cet auteur, les croyants « auraient substitué à cette fête une célébration de la révélation reçue par Muhammad, en imitant la phraséologie chrétienne relative à la Nuit de la Nativité ». Dans cette hypothèse, le mois de Ramadan serait la transcription par l'islam d'une fête préislamique liée au pèlerinage. La « Nuit du destin » serait issue d'une fête nocturne importante de ce mois. Pour Dye, aucune source n'atteste l'existence d'une telle fête et elle n'est déduite que de la présence du terme coranique qadr.
Certaines traditions associent la création de cette fête à l'arrivée de Mahomet à Médine lors de Yom Kippour. Il aurait alors récupéré cette fête avant le transfert du jeûne du mois de Rajab à celui de Ramadan à la suite des dissensions avec les juifs.
D'autres auteurs y voient une référence à la fête de Noël (comme Bell) ou remarquent une ressemblance avec la fête juive d'Ashura,. Pour Hawting (en), il existe un lien entre cette nuit et la fête de la Pentecôte juive (Shavuot) caractérisée par une lecture nocturne de la Torah. Lourié, se basant sur le contexte chrétien de ce texte, se demande s'il ne décrivait pas la seconde venue du Messie et si Laylat al-Qadr n'est pas une alternative aux commémoration de la Pentecôte. Elle appartiendrait ainsi à un cycle composé du jour des expiations, de Pâques et de Pentecôte, selon une typologie liée à l'Exode,.

## Laylat al-Qadr selon l'exégèse sunnite classique
Cette nuit est considérée comme bénie par les musulmans et est considérée comme "l’événement fondateur de la révélation islamique". Elle porte aussi le nom de laylatin mubârakatin, c'est-à-dire "nuit bénie", en référence à la sourate 44. Pour O. Hanne, "Les récits concernant cette nuit sont nombreux mais se contredisent, si bien qu’il est difficile d’en tirer une trame cohérente". Amir-Moezzi résume ainsi l'interprétation traditionnelle de la sourate 97, perçue comme "le récit allusif de l’avènement de la réception de la Parole divine par Muḥammad, par l’intermédiaire de l’Esprit saint identifié à l’ange Gabriel, pendant une nuit (généralement impaire) de la dernière décade du mois de Ramadan". Cette identification de l'Esprit à Gabriel est le fait des commentateurs musulmans.
Néanmoins, il existe des oppositions entre les auteurs sur le contenu et la manière dont s'est faite cette révélation. À la suite d'Ibn Abbas, des commentateurs classiques comme Tabari ont décrit cette nuit comme celle de la descente, depuis la "table gardée" du Coran vers le ciel inférieur avant sa révélation longue (entre 20 et 23 ans) à Mahomet. À l'inverse, al-Shabi considère que cette nuit est celle de la première révélation à Mahomet, celle du début de la sourate 96,. Enfin, pour d'autres, durant cette nuit, Mahomet aurait reçu, en une expérience, une révélation non-verbalisée du Coran. Ces différentes interprétations par les savants musulmans résultent de la difficulté de faire concorder l'idée d'une descente en une nuit et le récit traditionnel d'une Révélation sur une période longue,.
D'autres passages du Coran comme la sourate 44 dite Ad-Dukhan, aux versets 2-4 évoquent l'idée d'une descente. Pour Guillaume Dye qui défend une origine chrétienne à la nuit du destin, l'association  de la sourate 97 à la sourate 44 apparaît lors de la composition du Coran en tant que livre ou même postérieurement. L'exégèse musulmane a ainsi défendu l'idée de l'existence d'un "prototype céleste"  dont une "analyse fouillée de la description coranique de sa propre révélation et de la révélation des Écritures précédentes ne permet pas d'affirmer l'existence coranique". Cette explication semble, pour les chercheurs, davantage venir des exégètes. Selon Emmanuelle Stefanidis, la nuit évoquée dans la sourate 44 rappelle l'idée ancienne selon laquelle les décisions — en particulier, ceux qui vont mourir — et les décrets divins pour l'année suivante sont inscrits dans un livre céleste. Différents auteurs ont fait le lien entre les textes décrivant la "Nuit du destin" et "l'ascension céleste de Mahomet".
Selon les traditions musulmanes, cette nuit est l'une des dernières du Ramadan. Elle est souvent associée à la 27e nuit. Cette date n'étant pas fixée, les croyants pieux pratiquent les bonnes œuvres et font des dévotions durant les dernières nuits impaires du Ramadan,. Une tradition attribuée à Mahomet dit qu'elle se situe dans les dix dernières nuits du mois de Ramadan, tandis qu'une autre l'inclut dans les sept dernières. Des débats ont existé sur la date de cette fête et certains savants ont considéré qu'elle pouvait prendre place en dehors de ces jours, ou même en dehors du mois de Ramadan. Laylat al-Qadr permet la fixation  d'un temps sacré et l'incertitude de la date participe à cette construction. Lourié rappelle que l'association au mois de Ramadan n'est pas dans la sourate et qu'elle n'est pas évidente.
Cette nuit est une nuit de fête et est l'occasion de prières nocturnes. En Algérie, les étudiants des madrassas reçoivent, à cette occasion, des prix en fonction de leur récitation du Coran. Selon une tradition marocaine, les génies sont « enchaînés pendant le mois de ramadan et [sont] incapables de se manifester pendant cette période jusqu’à la 27e nuit du même mois ». Les traditions populaires associent à cette nuit de nombreuses spécificités comme le pardon des péchés ou, pour les défunts de la nuit, une entrée au paradis. La prière rituelle est particulièrement suivie à cette occasion.

## Dans le chiisme

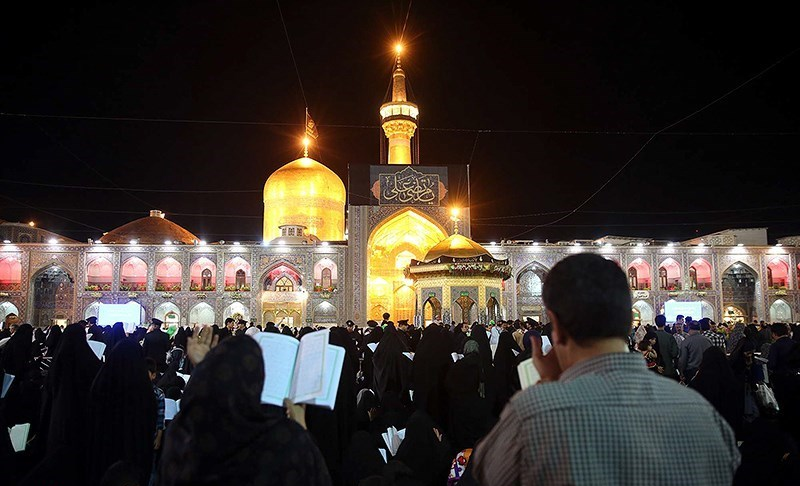
Des fidèles priant pendant Laylat al-Qadr au mausolée de l'imam Reza en 2017.

Les musulmans chiites situent Laylat al-Qadr dans les dix dernières nuits du Ramadan, mais surtout la 19e, la 21e ou la 23e du mois de Ramadan, la 23e étant la nuit la plus importante. La 19e, selon la croyance chiite actuelle, coïncide avec l'assassinat d'Ali à la Grande mosquée de Koufa. Pour Mohammad Ali Amir-Moezzi, ce rapprochement n'est pas présent dans le chiisme ancien.
Chez les Alides (futurs chiites), cette sourate a été associée à une autre interprétation qui l'associe à l'imamologie. Dans le chiisme, le Coran évoque la descente « de la science inspirée » de l'imam et les révélations aux imams successifs : "Cette Nuit est donc le moment où la puissance divine se transmet sous forme de connaissance à l’homme divin lui permettant d’exercer à son tour son pouvoir spirituel." Cette compréhension s'appuie sur une tradition de hadith,. Pour Amir-Moezzi, cette interprétation est plus proche du probable sous-texte chrétien à travers l'idée du Logos.
Cette interprétation chiite illustre les oppositions doctrinales entre les chiites et les sunnites autour de la question de l'autorité religieuse et spirituelle. Pour les premiers, il s'agit de l'imam tandis que pour les seconds, il s'agit du Coran.
Un ouvrage d'Ibn al-Harīš (IXe siècle) consacré à Laylat al-Qadr est fondamental pour le « chiisme ésotérique » (bātinī).